# La Femme publique
Pour plus de détails, voir Fiche technique et Distribution.
La Femme publique est un film français réalisé par Andrzej Żuławski, sorti en 1984.

## Synopsis
Ethel gagne sa vie en posant nue, mais souhaite devenir comédienne. Bien que son jeu de scène soit franchement médiocre, elle est remarquée, lors d'une audition, par le metteur en scène allemand Lucas Kesling. Ce dernier prépare une version très personnelle des Possédés de Dostoïevski et offre un rôle à la jeune femme dont il ne tarde pas à faire sa maîtresse.

## Fiche technique
- Titre : La Femme publique
- Réalisation : Andrzej Żuławski
- Scénario : Andrzej Żuławski et Dominique Garnier d'après son roman
- Musique : Alain Wisniak
- Photographie : Sacha Vierny
- Montage : Marie-Sophie Dubus
- Décors : Bohdan Paczowski
- Affiche : Philippe Lemoine
- Pays d'origine :  France
- Format : Couleurs - 1,66:1
- Genre : Drame
- Durée : 113 minutes
- Dates de sortie : 
  -  France : 16 mai 1984 (Festival de Cannes)

## Distribution
- Valérie Kaprisky : Ethel
- Francis Huster : Lucas Kessling
- Lambert Wilson : Milan Mliska
- Patrick Bauchau : Le père d'Ethel
- Gisèle Pascal : Gertrude
- Roger Dumas : André, le photographe
- Diane Delor : Elena Mliska
- Jean-Paul Farré : Pierre
- Olivier Achard : Le premier assistant réalisateur
- Yveline Ailhaud : Rachel
- Michel Albertini : Maurice
- Marianne Basler : Une jeune anarchiste
- Nathalie Bécue : L'habilleuse
- Lucas Belvaux : François
- René Bériard : Mgr Shlapas
- Marc Berman : Un conspirateur
- Étienne Roda-Gil :